# Mozilla VPN
Mozilla VPN est une extension de navigateur Web de réseau privé virtuel open source, une application de bureau et une application mobile développée par Mozilla. 
Elle est lancée en version bêta en tant que Firefox Private Network le 10 septembre 2019 et en version définitive le 15 juillet 2020 sous le nom de Mozilla VPN. 
D'abord lancée aux États-Unis, Canada, Royaume-Uni, Singapour, Malaisie et Nouvelle-Zélande, elle est disponible en France depuis le 29 avril 2021.

## Fonctionnalités
Mozilla VPN est un réseau privé virtuel (VPN), qui masque l'adresse IP de l'utilisateur, masque les données de localisation des sites Web auxquels l'utilisateur accède et chiffre l'activité du réseau.  Une version gratuite (disponible en tant qu'extension de navigateur Web pour le navigateur Firefox et uniquement aux États-Unis) protège les données du navigateur seul, et une version payante (disponible sur les systèmes d'exploitation mobiles iOS et Android et les systèmes d'exploitation Microsoft Windows, macOS et Linux) protège l'ensemble du système. 